# Jean Aicard
Jean Aicard (Toulon, 4 de Fevereiro de 1848 —  Paris, 13 de Maio de 1921) foi um escritor e poeta francês.
Aicard cantou as crianças, a bondade e o amor e, sobretudo, a Provença, evocada na sua beleza e luminosidade nos Poèmes de Provence (1864-1878). Romancista, tornou-se popular o seu pitoresco Maurin des Maures (1908). Aichard também foi um dramaturgo, entre os seus dramas merece destaque a obra Le Père Lebonnard (1889), escrito em verso, que conheceu notável êxito em França e em Itália.
O fundo arquivístico do escritor está conservado nos arquivos muncipais de Toulon. 

## Principais obras

### Poesia
- Les Rebellions et les apaisements (1871)
- Les Poèmes de Provence (1874)
- La Chanson des enfants (1876)
- Miette et Note (1880)
- Le Livre d'heures de l'amour (1887)
- Jésus (1896))

### Romances e novelas
- Notre-Dame-d'Amour (1896).  Texto integral
- L'Âme d'un enfant (1898)
- Tatas (1901)
- Benjamine (1906)
- La Vénus de Milo (1874)
- Maurin des Maures (1908)

### Teatro
- Pygmalion (1878)
- Othello ou le More de Venise (1881)
- Le Père Lebonnard (1889)